# Lester Steers
Lester „Les” Steers (ur. 16 czerwca 1917 w Eurece, zm. 23 stycznia 2003) – amerykański lekkoatleta specjalizujący się w skoku wzwyż.
W czasie swojej kariery czterokrotnie zdobył medale mistrzostw Stanów Zjednoczonych w skoku wzwyż: dwa złote (1939, 1940) oraz dwa srebrne (1941, 1947). Oprócz tego, w 1941 r. zdobył złoty medal mistrzostw National Collegiate Athletic Association. 17 czerwca 1941 r. ustanowił w Los Angeles rekord świata w skoku wzwyż, pokonując poprzeczkę na wysokości 2,11. Wynik ten został pobity 27 czerwca 1953 r. przez Walta Davisa.